# Großmugl
Großmugl est une commune autrichienne du district de Korneuburg en Basse-Autriche.

## Géographie
Großmugl se trouve dans les collines du Weinviertel.

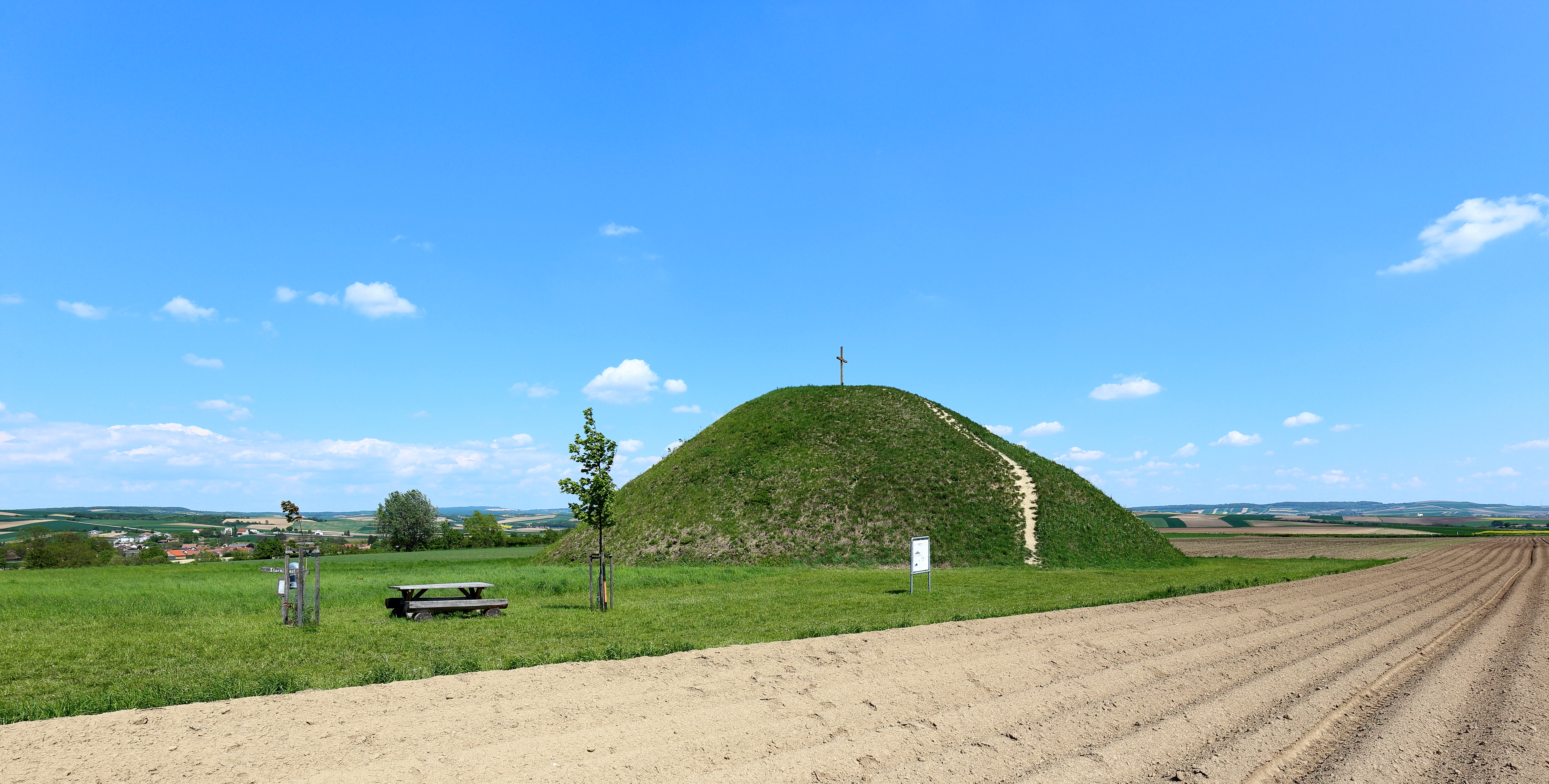
Ce tumulus, le Leeberg, a donné son nom au village.
Groß Mugl, la colline de Leeberg (au milieu) et ses environs vers 1873 (planche extraite du cadastre de François-Joseph).

## Histoire
Le toponyme apparaît dans les sources écrites en 1298 sous les différentes formes Grassemugl (« môle d'herbe »), großer Mugel (« grand môle »), Grabhügel (« tumulus »), qui tous font allusion au monticule de Leeberg. Ce tumulus remonte vraisemblablement à l'ère de Hallstatt, entre 800 et 480/450 av. J.-C.. Sa taille fait présumer qu'il s'agissait de la sépulture d'un important dignitaire. On a également découvert deux cercles mégalithiques : Lange Ries à Steinabrunn et Linen à Herzogbirbaum.
Les fouilles menées sur le territoire de la commune ont mis au jour de nombreux vestiges préhistoriques (Gerätschaften, ossements humains et animaux).